# Killer (album van Sharon Doorson)
Killer is het debuutalbum van de Nederlandse zangeres Sharon Doorson.
Het album kwam uit op 7 juni 2013, tegelijk met de titelsong Killer.
Op het album staan onder ander haar singles High on Your Love, Fail in Love, Killer en Run Run. Het album behaalde de 20e positie in de Nederlandse Album Top 100. op het album zijn onder meer Mischa Daniels en Maison & Dragen te horen.

## Tracklist
1. Killer
2. High on Your Love
3. I Found This Love
4. Can't Live Without You (met Mischa Daniels)
5. Fail in Love
6. Paralyzed
7. One on One
8. Bad Medicine
9. Run Run
10. I'm Over You (met Maison & Dragen)
11. Never Let Me Go
12. High on Your Love (akoestische versie)